# Antemnae
Antemnae war eine sehr alte antike Stadt in der italienischen Landschaft Latium.
Die Stadt lag etwa 5,5 Kilometer nördlich von Rom an der Mündung des Anio in den Tiber. Antemnae wurde von Sikelern angelegt. Von Romulus erobert, stellte Antemnae sich mit Porsenna gegen Rom. In augusteischer Zeit war Antemnae nur noch eine villa. Bei Plinius dem Älteren wird sie unter den verschollenen Städten aufgeführt.
Archäologische Belege sind seit dem 8. Jahrhundert v. Chr.: Mauern, Tempel und Zisternen aus spätarchaischer Zeit, Tempel sowie Häuser aus republikanischer Zeit und eine Villa aus der späten Republik und Kaiserzeit.